# Campeonato Mundial de Esqui Estilo Livre de 2005
O Campeonato Mundial de Esqui Estilo Livre de 2005 foi a 10º edição do Campeonato Mundial de Esqui Estilo Livre, organizado pela Federação Internacional de Esqui (FIS). A competição foi disputada entre os dias 17 a  20 de março de 2005, em Kuusamo na Finlândia.

## Resultados

### Masculino
| Evento      | Ouro                            | Ouro   | Prata                        | Prata  | Bronze                        | Bronze  |
| Half-Pipe   | Mathias Wecxsteen · França      | 47.00  | Loic Collumb-Patton · França | 46.70  | Corey Vanular · Canadá        | 44.00   |
| Ski Cross   | Tomas Kraus · Chéquia           |        | Jesper Brugge · Suécia       |        | Audun Groenvold · Noruega     |         |
| Aerials     | Steve Omischl · Canadá          | 258.98 | Jeff Bean · Canadá           | 253.61 | Alexei Grishin · Bielorrússia | 246..19 |
| Moguls      | Nathan Roberts · Estados Unidos | 26.90  | Marc-Andre Moreau · Canadá   | 26.83  | Dale Begg-Smith · Austrália   | 26.75   |
| Dual Moguls | Toby Dawson · Estados Unidos    |        | Sami Mustonen · Finlândia    |        | Jeremy Bloom · Estados Unidos |         |

### Feminino
| Evento      | Ouro                            | Ouro   | Prata                            | Prata  | Bronze                      | Bronze |
| Half-Pipe   | Sarah Burke · Canadá            | 44.00  | Kristi Leskinen · Estados Unidos | 39.70  | Grethe Eliassen · Noruega   | 38.20  |
| Ski Cross   | Karin Huttary · Áustria         |        | Magdelina Iljans · Suécia        |        | Ophelie David · França      |        |
| Aerials     | Li Nina · China                 | 197.37 | Evelyne Leu · Suíça              | 196.01 | Guo Xinxin · China          | 183.94 |
| Moguls      | Hannah Kearney · Estados Unidos | 26.40  | Nikola Sudová · Chéquia          | 26.31  | Margarita Marbler · Áustria | 26.31  |
| Dual Moguls | Jennifer Heil · Canadá          |        | Kari Traa · Noruega              |        | Aiko Uemura · Japão         |        |

## Quadro de medalhas
| Ordem | País           | Medalha de ouro | Medalha de prata | Medalha de bronze |    |
| ----- | -------------- | --------------- | ---------------- | ----------------- | -- |
| 1     | Canadá         | 3               | 2                | 1                 | 6  |
| 2     | Estados Unidos | 3               | 1                | 1                 | 5  |
| 3     | França         | 1               | 1                | 1                 | 3  |
| 4     | Chéquia        | 1               | 1                | 0                 | 2  |
| 5     | Áustria        | 1               | 0                | 1                 | 2  |
| 5     | China          | 1               | 0                | 1                 | 2  |
| 7     | Suécia         | 0               | 2                | 0                 | 2  |
| 8     | Noruega        | 0               | 1                | 2                 | 3  |
| 9     | Finlândia      | 0               | 1                | 0                 | 1  |
| 9     | Suíça          | 0               | 1                | 0                 | 1  |
| 11    | Austrália      | 0               | 0                | 1                 | 1  |
| 11    | Bielorrússia   | 0               | 0                | 1                 | 1  |
| 11    | Japão          | 0               | 0                | 1                 | 1  |
|       | TOTAL          | 10              | 10               | 10                | 30 |